# CKM-матрица
CKM-ма́трица, ма́трица Каби́ббо — Кобая́си — Маска́вы (ККМ-матрица, матрица смешивания кварков, иногда раньше называлась KM-матрица) в Стандартной модели физики элементарных частиц — унитарная матрица, которая содержит информацию о силе слабых взаимодействий, изменяющих аромат. Технически, она определяет преобразование между двумя базисами квантовых состояний: состояниями свободно движущихся кварков (то есть их массовыми состояниями) и состояниями кварков, участвующих в слабых взаимодействиях. Она важна также для понимания нарушения CP-симметрии. Точное математическое определение этой матрицы дано в статье по основам Стандартной модели. Эта матрица была предложена для трёх поколений кварков японскими физиками Макото Кобаяси и Тосихидэ Маскава, которые добавили одно поколение к матрице, ранее предложенной Николой Кабиббо.

## Матрица
{\displaystyle {\begin{bmatrix}V_{ud}&V_{us}&V_{ub}\\V_{cd}&V_{cs}&V_{cb}\\V_{td}&V_{ts}&V_{tb}\end{bmatrix}}{\begin{bmatrix}\left|d\right\rangle \\\left|s\right\rangle \\\left|b\right\rangle \end{bmatrix}}={\begin{bmatrix}\left|d'\right\rangle \\\left|s'\right\rangle \\\left|b'\right\rangle \end{bmatrix}}.}
Слева мы видим CKM-матрицу вместе с вектором сильных собственных состояний кварков, а справа имеем слабые собственные состояния кварков. ККМ-матрица описывает вероятность перехода от одного кварка q к другому кварку q' . Эта вероятность пропорциональна {\displaystyle \left|V_{qq'}\right|^{2}.}
Величины значений в матрице были установлены экспериментально и равны приблизительно:
{\displaystyle {\begin{bmatrix}|V_{ud}|&|V_{us}|&|V_{ub}|\\|V_{cd}|&|V_{cs}|&|V_{cb}|\\|V_{td}|&|V_{ts}|&|V_{tb}|\end{bmatrix}}={\begin{bmatrix}0{,}97427\pm 0{,}00015&0{,}22534\pm 0{,}00065&0{,}00351_{-0{,}00014}^{+0{,}00015}\\0{,}22520\pm 0{,}00065&0{,}97344\pm 0{,}00016&0{,}0412_{-0{,}0005}^{+0{,}0011}\\0{,}00867_{-0{,}00031}^{+0{,}00029}&0{,}0404_{-0{,}0005}^{+0{,}0011}&0{,}999146_{-0{,}000046}^{+0{,}000021}\end{bmatrix}}.}
Таким образом, CKM-матрица довольно близка к единичной матрице.

## Подсчёт
Чтобы идти дальше, необходимо подсчитать количество параметров в этой матрице V, которые проявляются в экспериментах и, следовательно, физически важны. Если есть N поколений кварков (2N ароматов), то
1. комплексная матрица N×N содержит 2N² действительных чисел.
2. Ограничивающее условие унитарности ∑k VikV*jk = δij. Следовательно, для диагональных компонент (i = j) существует N ограничений, а для остающихся компонент — N(N − 1). Количество независимых действительных чисел в унитарной матрице равно N².
3. Одна фаза может быть поглощена каждым кварковым полем. Общая фаза ненаблюдаема. Следовательно, количество независимых чисел уменьшается на 2N − 1, то есть общее количество свободных переменных равно (N² − 2N + 1) = (N − 1)².
4. Из них N(N − 1)/2 — углы вращения, называемые кварковыми углами смешивания.
5. Оставшиеся (N − 1)(N − 2)/2 являются комплексными фазами, вызывающими нарушение CP-инвариантности.

Если число поколений кварков N = 2 (исторически такой была первая версия CKM-матрицы, когда были известны только два поколения), есть только один параметр — угол смешивания между двумя поколениями кварков. Он называется угол Кабиббо в честь Николы Кабиббо.
В Стандартной модели N = 3, следовательно, есть три угла смешивания и одна комплексная фаза, нарушающая CP-симметрию.

## Наблюдения и предсказания
Идея Кабиббо появилась из-за необходимости объяснения двух наблюдаемых явлений:
1. переходы u ↔ d и e ↔ νe, μ ↔ νμ имели похожие амплитуды.
2. переходы с изменением странности ΔS = 1 имели амплитуды, равные 1/4 от амплитуд переходов без изменения странности (ΔS = 0).

Решение Кабиббо состояло в постулировании универсальности слабых переходов, чтобы решить проблему 1, и угла смешивания θc (теперь называемого углом Кабиббо) между d- и s-кварками, чтобы решить проблему 2.
Для двух поколений кварков нет нарушающей CP-симметрию фазы, как было показано выше. Поскольку нарушение CP-симметрии наблюдалось в распадах нейтральных каонов уже в 1964 году, появление немногим позже Стандартной модели было ясным сигналом о третьем поколении кварков, как было указано в 1973 году Кобаяси и Маскавой. Открытие b-кварка в Фермилабе (группой Леона Ледермана) в 1977 году немедленно привело к началу поисков ещё одного кварка третьего поколения — t-кварка.

## Универсальность слабых переходов
Ограничение по унитарности CKM-матрицы для диагональных компонент может быть записано как
{\displaystyle \sum _{j}|V_{ij}|^{2}=1}
для всех поколений i. Это предполагает, что сумма всех связей кварка u-типа со всеми кварками d-типа одинакова для всех поколений. Никола Кабиббо в 1967 году назвал это соотношение слабой универсальностью. Теоретически, это следствие того факта, что все дублеты SU(2) взаимодействуют с векторными бозонами слабых взаимодействий с одинаковой константой связи. Это подтверждено во многих экспериментах.

## Треугольники унитарности
Оставшиеся ограничения по унитарности ККМ-матрицы могут быть записаны в форме
{\displaystyle \sum _{k}V_{ik}V_{jk}^{*}=0.}
Для любых фиксированных и различных i и j это ограничение накладывается на три комплексных числа, одно для каждого k, что означает, что эти числа являются вершинами треугольника на комплексной плоскости. Существует шесть вариантов i и j, поэтому и шесть таких треугольников, каждый из которых называется треугольником унитарности. Их формы могут быть очень разными, но они все имеют одинаковую площадь, которую можно отнести к нарушающей CP-симметрию фазе. Площадь исчезает для специфических параметров в Стандартной модели, для которых нет нарушения CP-симметрии. Ориентация треугольников зависит от фаз кварковых полей.
Поскольку как три стороны, как и три угла каждого треугольника могут быть измерены в прямых экспериментах, проводится серия тестов для проверки замкнутости треугольников. Это задача для таких экспериментов, как японский BELLE, калифорнийский BaBar и эксперимент LHCb проекта LHC.

## Параметризации
Для полного задания CKM-матрицы требуется четыре независимых параметра.
Было предложено множество параметризаций, но наиболее популярны три.

### KM-параметры
Изначально параметризация Кобаяси и Маскавы использовала три угла (θ1, θ2, θ3) и фазу CP-нарушения (δ).
{\displaystyle {\begin{bmatrix}c_{1}&-s_{1}c_{3}&-s_{1}s_{3}\\s_{1}c_{2}&c_{1}c_{2}c_{3}-s_{2}s_{3}e^{i\delta }&c_{1}c_{2}s_{3}+s_{2}c_{3}e^{i\delta }\\s_{1}s_{2}&c_{1}s_{2}c_{3}+c_{2}s_{3}e^{i\delta }&c_{1}s_{2}s_{3}-c_{2}c_{3}e^{i\delta }\end{bmatrix}},}
где θ1 — угол Кабиббо, ci и si — соответственно косинус и синус угла θi.

### «Стандартные» параметры
«Стандартная» параметризация CKM-матрицы использует три угла Эйлера (θ12, θ23, θ13) и фазу CP-нарушения (δ). Смешивание между поколениями кварков i и j исчезает, если угол смешивания θij стремится к нулю.
Здесь θ12 — угол Кабиббо, cij и sij — соответственно косинус и синус угла θij.
{\displaystyle {\begin{aligned}&{\begin{bmatrix}1&0&0\\0&c_{23}&s_{23}\\0&-s_{23}&c_{23}\end{bmatrix}}{\begin{bmatrix}c_{13}&0&s_{13}e^{-i\delta _{13}}\\0&1&0\\-s_{13}e^{i\delta _{13}}&0&c_{13}\end{bmatrix}}{\begin{bmatrix}c_{12}&s_{12}&0\\-s_{12}&c_{12}&0\\0&0&1\end{bmatrix}}\\&={\begin{bmatrix}c_{12}c_{13}&s_{12}c_{13}&s_{13}e^{-i\delta _{13}}\\-s_{12}c_{23}-c_{12}s_{23}s_{13}e^{i\delta _{13}}&c_{12}c_{23}-s_{12}s_{23}s_{13}e^{i\delta _{13}}&s_{23}c_{13}\\s_{12}s_{23}-c_{12}c_{23}s_{13}e^{i\delta _{13}}&-c_{12}s_{23}-s_{12}c_{23}s_{13}e^{i\delta _{13}}&c_{23}c_{13}\end{bmatrix}}.\end{aligned}}}
На текущий момент наиболее точные значения стандартных параметров:
θ12 = 13,04 ± 0,05°,
θ13 = 0,201 ± 0,011°,
θ23 = 2,38 ± 0,06°,
δ13 = 1,20 ± 0,08 радиана.

### Параметры Вольфенштейна
Третья параметризация CKM-матрицы, введёна Линкольном Вольфенштейном, использует параметры λ, A, ρ и η. Параметры Вольфенштейна являются числами порядка единицы и связаны со «стандартной» параметризацией следующими соотношениями:
λ = s12,
Aλ2 = s23,
Aλ3(ρ − iη) = s13e−iδ.
Параметризация Вольфенштейна CKM-матрицы является аппроксимацией «стандартной» параметризации. Если ограничиться членами разложения до порядка λ3, она может быть представлена следующим образом:
{\displaystyle {\begin{bmatrix}1-\lambda ^{2}/2&\lambda &A\lambda ^{3}(\rho -i\eta )\\-\lambda &1-\lambda ^{2}/2&A\lambda ^{2}\\A\lambda ^{3}(1-\rho -i\eta )&-A\lambda ^{2}&1\end{bmatrix}}.}
CP-нарушение может быть определено измерением ρ − iη.
Используя значения из предыдущего подраздела, можно получить следующие значения параметров Вольфенштейна:
λ = 0,2257+0,0009
−0,0010,
A = 0,814+0,021
−0,022,
ρ = 0,135+0,031
−0,016,
η = 0,349+0,015
−0,017.